# La Valenciana (horchatería)
La Valenciana es una horchatería de Barcelona, España, fundada en 1910. Su primera ubicación estuvo en la calle Aribau número 1 y posteriormente se trasladó al número 12 de la misma calle. Es una horchatería muy popular en la ciudad de Barcelona y está considerada una de las mejores de la ciudad.
- Datos: Q5965436